# متحف التراث الإنساني
متحف التراث الإنساني يقع في مدينة مكة المكرمة، وأسسه الأستاذ مجدوع بن أحمد الشراوي بن عبد الرزاق بن مجدوع ابوراس الغامدي.
يلعب المتحف دوراً هاماً في بناء المشهد التاريخي وتجسيد أحداث تاريخ الإنسان وتفاصيل حياته منذ قديم الزمان، ويضم العديد من القطع الأثرية القديمة من تحف نادرة ونقود وكذلك أدوات كانت تستخدم في الحياة اليومية.

## نبذة
يتكون المتحف من ثلاثة أدوار، يشمل كل دور 10 غرف: صالتان في الدور الأول والثاني وواحدة في الثالث، بالشكل الآتي:

### الدور الأول
```
يتكون الدور الأول من أركان عديدة، منها، بيت الطفل، بيت الطهارة، الدكان القديم، المدرسة القديمة، المطبخ، البائع المتجول، الألعاب الشعبية، غرائب الخزف، المغزل والتنجيد، السلاح الأبيض، العملات، مجموعة من القناديل والفوانيس، وسائل إضاءة مختلفة للقطارات والمناجم والموانئ البحرية، المخطوطات، الزي المكاوي، الأواني القديمة، الموازين والمكاييل، بيت الكعبة، الكتاب في الحرم، زي شرطة الحرم، الصائغ، الكيف القاتل، الأقفال، آلات التصوير، الأقفال القديمة، الهواتف القديمة، وأشهرها هاتف الملك فاروق، الجلود، أقدم دفاية من شركة أرامكو، أواني الطبخ، وغيرها من المواد الأثرية.
```

### الدور الثاني
```
يتكون الدور الثاني من قاعات عديدة، تركز على الخشبيات، والرواشين، وركن الحيوانات المحنطة.
```

### الدور الثالث
```
يتكون الدور الثالث من قاعات عديدة، واستقبال، ومكتبة، وخزينتين، إلى جانب المخزن الخارجي.
```

## قاعات المتحف
يحتوي المتحف على 10 قاعات لعرض المقتنيات المختلفة، هي:
- القاعة الأولى، يوجد بها العديد من الصور القديمة، والملابس الرجالية المختلفة.
- القاعة الثانية، يوجد بها العديد من أدوات الطهي المختلفة، والفخاريات، وأدوات الزراعة.
- القاعة الثالثة، تحتوي على دكان صغير، يحاكي الدكانات القديمة.
- القاعة الرابعة، تحتوي على مقتنيات وأسلحة الحرب.
- القاعة الخامسة، تحتوي على الحرف، والمهن القديمة بالحجاز.
- القاعة السادسة، تحتوي على أدوات الري والسقاية.
- القاعة السابعة، تحتوي على أدوات المطبخ والطهي.
- القاعة الثامنة، تحتوي على الملابس النسائية الحجازية.
- القاعة التاسعة، تحتوي على الراديوهات القديمة.
- القاعة العاشرة، تحتوي على مقتنيات المدرسة القديمة.

## الموقع
يقع المتحف في مدينه مكة المكرمة بالمملكة العربية السعودية، ويقوم متحف التراث الإنساني بشراء وبيع القطع الاثريه وتأجيرها وإقامه الاحتفالات والمهرجانات التراثيه. كما يقوم بتنسيق الزيارات الجماعيه والفردية.

## التأسيس
عمل مؤسس المتحف مجدوع بن أحمد الشرواي في مجال التعليم بين معلم لغة إنجليزية وإداري كان يهوى جمع التراث لنحو 40 عاما من عمره في الجمع والحفظ حتى وصل إلى 31 ألف قطعة. ويحب أن يقوم بإلتقاط أي شئ أثري منذ قديم الأزل و يحتفظ به، وعندما انتهي من العمل كمدرس قام بتشييد مكان مخصص له لعرض جميع القطع الأثرية التي قام بجمعها على مدار السنوات من قبل. إلى أن تقاعد وتفرغ تفرغاً كاملاً لجمع التراث وإنشاء متحفه الذي اسماه متحف التراث الإنساني فبدأ يطور هذا التحف ويوسع نشاطاته وجمع من جميع أنواع التراث من ملبوسات وأدوات الحرف المهنية من زراعة ونجارة وحدادة وخياطة، كما جمع الأجهزة من مسجلات وتلفونات ومكاوي تعمل بالفحم والقاز وعدد كبير جداً من الأسطوانات، وايضا قطع تشتمل علي الملابس المختلفة التي يرتديها الرجال و النساء و أيضًا بعض الأدوات التي تستخدم لزرع و حصد المحاصيل المختلفة، و أيضًا بعض الأدوات المستخدمة في المهن اليدوية الأخري،وجمع أيضاً الأواني المنزلية من أباريق وصحون وغيرها. وجمع كذلك كمية كبيرة من السلاح الأبيض من سيوف ورماح وجنابي بأنواعها المختلفة، وكذلك السلاح الذي يعتمد على البارود والبنادق الهوائية والمسدسات التي تعود لمئات السنين، وهناك أيضاً الاّلات الموسيقية القديمة مثل الكمنجة والعود والطبل والمزامير وغيرها الكثير. كما جمع الاّلف من العملات الورقية والمعدنية بجميع أنواعها تعود للدولة الأموية والعباسية وغيرها، منها المعدنية ومنها الورقية ولا ننسى المخطوطات والمنشورات الثمينة والقيمة التي يحويها المتحف مثل القراّن الكريم بمختلف الخطوط في أزمنة متعددة وكذلك الكتب الدينية والمنشورات مثل: الصحف والكتب الدراسية القديمة والقرارات الحكومية وغيرها...
ويشمل المتحف أيضاً على الخشبيات مثل الأبواب والشبابيك القديمة وغيرها مثل الرواشين.
وقال مجدوع الغامدي مؤسس المتحف إن الهدف من المتحف الذي أسسته هو تعريف الشباب بتراثهم القديم ومساعدتهم في بحوثهم كمعدي رسائل الماجستير والباحثين والمصممين, مؤكدا على رغبته للوصول إلى جعل المتحف مرجعا لكل من أراد معرفة تراث أجداده, وأن يجد من يدعمه في إيجاد المكان الواسع لوضع تلك الأثريات حيث تعود بعض القطع إلى ما قبل الميلاد.

## أقسام المتحف
- قسم السلاح
- قسم المخطوطات
- قسم العملات
- قسم الخزفيات
- قسم الأواني المنزلية
- قسم الأجهزة القديمة
- قسم الملبوسات
- قسم الحرفيات
- قسم الفخاريات
- قسم الخشبيات
- قسم الحلي النسائية
- قسم الموازين والمكاييل

## الترخيص
وافقت الهيئة العامة للسياحة والتراث الوطني في عام 2016 على منح رخصة لمتحف التراث الإنساني في مكة المكرمة، بعد استكماله جميع الشروط والمتطلبات الخاصة.